# Dobroslav Jakovljević
Dobroslav Jakovljević (Split, 28. lipnja 1969.), hrvatski majstor borilačkih vještina. Nositelj je 2. Dana u aikidu.

## Životopis
Dobroslav Jakovljević je rođen u Splitu 1969. godine. Podrijetlom je iz Oklaja. U svijet borilačkih vještina ušao je trenirajući taekwondo. Aikido je započeo vježbati 1989. godine, u jednom od prvih Aikido klubova u Zagrebu. Svoje je učenje i znanje stjecao putem seminara koji su održavani pod slovenskim majstorima Alešom Leskovšekom i Romanom Tomaževičem, a kasnije pod vodstvom Kenjira Yoshigasakija na prostorima Hrvatske i Slovenije.
Godine 1996. upoznaje fra Mladena Hercega i s njim započinje prakticirati kontemplaciju. U jesen 2008. započinje voditi vlastitu grupu u Zagrebu. U rujnu 2010. susreo je Willigisa Jägera na kontemplativnom povlačenju u Benediktoshofu, a u srpnju 2011. pohađao intenzivno četverotjedno povlačenje pod vodstvom Kakichi Kadowakija u Japanu.
Živi u Zagrebu i aikido podučava u Aikido društvo Zagreb, ali i na drugim mjestima širom Hrvatske.

## Vanjske povezice
- Aikido društvo Zagreb